# Citrus Heights
Citrus Heights é uma cidade localizada no estado americano da Califórnia, no condado de Sacramento. Foi incorporada em 1 de janeiro de 1997.

## Geografia
De acordo com o United States Census Bureau, a cidade tem uma área de 36,9 km², onde todos os 36,9 km² estão cobertos por terra.

### Localidades na vizinhança
O diagrama seguinte representa as localidades num raio de 8 km ao redor de Citrus Heights. 

## Demografia
Segundo o censo nacional de 2010, a sua população é de 83 301 habitantes e sua densidade populacional é de 2 260,20 hab/km². É a cidade mais densamente povoada do condado de Sacramento. Possui 35 075 residências, que resulta em uma densidade de 951,69 residências/km².